# 1998年至1999年香港甲組足球聯賽
1998–99年香港甲組足球聯賽（英語：Hong Kong First Division Football League），是第 87 屆香港甲組足球聯賽，本屆聯賽共有 8 隊參賽球隊，首循環冠軍是愉園，次循環冠軍是南華。而總冠軍是愉園隊，他們第 3 次贏得港甲冠軍。

## 外部連結
1. 香港足球總會官網（页面存档备份，存于）
2. 香港甲組足球聯賽 歷屆冠軍（页面存档备份，存于）